# Metropolitan Borough of Rochdale
Metropolitan Borough of Rochdale är ett storstadsdistrikt (kommun) i Greater Manchester i England,  Storbritannien. Distriktet har 226 992 invånare (2022). 
Större orter är Rochdale (huvudort), Heywood, Littleborough, Middleton och Milnrow.